# كاو ذا كانجرو
كاو ذا كانجرو (بالإنجليزية: Kao the Kangaroo)‏ هي لعبة فيديو طُورت ونُشرت بواسطة تيت مولتميديا، صدرت في مايو 2022 لتعمل على أجهزة لمايكروسوفت ويندوز، نينتندو سويتش، بلاي ستيشن 4، بلاي ستيشن 5، إكس بوكس ون وإكس بوكس سيريس إكس وسيريس إس.